# Анђушић
Анђушић је српско презиме. Познате особе са овим презименом су:
- Данило Анђушић (1991), српски кошаркаш
- Филип Анђушић (2002), црногорски кошаркаш